# Castrotierra de Valmadrigal
Castrotierra de Valmadrigal is een gemeente in de Spaanse provincie León in de regio Castilië en León met een oppervlakte van 23,50 km². Castrotierra de Valmadrigal telt 111 inwoners (1 januari 2016).

## Demografische ontwikkeling
Bron: INE, 1857-2011: volkstellingen
Opm.: Voor 1857 behoorde Castrotierra de Valmadrigal tot de gemeente Riego de la Vega